# Christian Bordeleau
Pour les articles homonymes, voir Bordeleau.
Christian Bordeleau (né le 23 septembre 1947 à Rouyn-Noranda, province de Québec, Canada) est un joueur canadien de hockey sur glace. Ses frères Jean-Pierre et Paulin ont également joué au hockey professionnel.

## Carrière
Il a joué en ligue de hockey junior pour le Canadien junior de Montréal de 1963 à 1967.
Christian Bordeleau a évolué à la position de centre pour les Canadiens de Montréal de 1968 à 1970, pour les Blues de Saint-Louis de 1970 à 1972, pour les Black Hawks de Chicago en 1972, ainsi que dans l'Association mondiale de hockey pour les Jets de Winnipeg de 1972 à 1974 et pour les Nordiques de Québec de 1974 à 1979.
Il a été directeur du Club de golf municipal Dallaire à Rouyn-Noranda en 1984-1985.

## Statistiques
| Saison     | Équipe                      | Ligue      |     | Saison régulière | Saison régulière | Saison régulière | Saison régulière | Saison régulière |    | Séries éliminatoires | Séries éliminatoires | Séries éliminatoires | Séries éliminatoires | Séries éliminatoires |
| Saison     | Équipe                      | Ligue      | PJ  | B                | A                | Pts              | Pun              | PJ               | B  | A                    | Pts                  | Pun                  |                      |                      |
| 1963-1964  | Canadien junior de Montréal | OHA        | 49  | 16               | 18               | 34               | 0                |                  |    |                      |                      |                      |                      |                      |
| 1964-1965  | Canadien junior de Montréal | OHA        | 50  | 28               | 28               | 56               | 0                |                  |    |                      |                      |                      |                      |                      |
| 1965-1966  | Canadien junior de Montréal | OHA        | 43  | 16               | 48               | 64               | 57               |                  |    |                      |                      |                      |                      |                      |
| 1966-1967  | Canadien junior de Montréal | OHA        | 33  | 8                | 19               | 27               | 30               |                  |    |                      |                      |                      |                      |                      |
| 1967-1968  | Apollos de Houston          | LCPH       | 68  | 23               | 28               | 51               | 22               | --               | -- | --                   | --                   | --                   |                      |                      |
| 1968-1969  | Apollos de Houston          | LCPH       | 54  | 21               | 36               | 57               | 33               | --               | -- | --                   | --                   | --                   |                      |                      |
| 1968-1969  | Canadiens de Montréal       | LNH        | 13  | 1                | 3                | 4                | 4                | 6                | 1  | 0                    | 1                    | 0                    |                      |                      |
| 1969-1970  | Canadiens de Montréal       | LNH        | 48  | 2                | 13               | 15               | 18               | --               | -- | --                   | --                   | --                   |                      |                      |
| 1970-1971  | Blues de Saint-Louis        | LNH        | 78  | 21               | 32               | 53               | 48               | 5                | 0  | 1                    | 1                    | 17                   |                      |                      |
| 1971-1972  | Espoo Blues                 | SM-Liiga   | 41  | 8                | 9                | 17               | 6                | --               | -- | --                   | --                   | --                   |                      |                      |
| 1971-1972  | Black Hawks de Chicago      | LNH        | 25  | 6                | 8                | 14               | 6                | 8                | 3  | 6                    | 9                    | 0                    |                      |                      |
| 1972-1973  | Jets de Winnipeg            | AMH        | 78  | 47               | 54               | 101              | 12               | 12               | 5  | 8                    | 13                   | 4                    |                      |                      |
| 1973-1974  | Jets de Winnipeg            | AMH        | 75  | 26               | 49               | 75               | 22               | 3                | 3  | 2                    | 5                    | 0                    |                      |                      |
| 1974-1975  | Jets de Winnipeg            | AMH        | 18  | 8                | 8                | 16               | 0                | --               | -- | --                   | --                   | --                   |                      |                      |
| 1974-1975  | Nordiques de Québec         | AMH        | 53  | 15               | 33               | 48               | 24               | 15               | 2  | 13                   | 15                   | 2                    |                      |                      |
| 1975-1976  | Nordiques de Québec         | AMH        | 74  | 37               | 72               | 109              | 42               | 5                | 1  | 1                    | 2                    | 4                    |                      |                      |
| 1976-1977  | Nordiques de Québec         | AMH        | 72  | 32               | 75               | 107              | 34               | 8                | 4  | 5                    | 9                    | 0                    |                      |                      |
| 1977-1978  | Nordiques de Québec         | AMH        | 26  | 9                | 22               | 31               | 28               | 10               | 1  | 5                    | 6                    | 6                    |                      |                      |
| 1978-1979  | Nordiques de Québec         | AMH        | 16  | 5                | 12               | 17               | 0                | --               | -- | --                   | --                   | --                   |                      |                      |
| 1979-1980  | Golden Eagles de Salt Lake  | LCH        | 11  | 3                | 6                | 9                | 4                | --               | -- | --                   | --                   | --                   |                      |                      |
| Totaux     | Totaux                      | Totaux     | 205 | 38               | 65               | 103              | 82               | 19               | 4  | 7                    | 11                   | 17                   |                      |                      |
| Totaux AMH | Totaux AMH                  | Totaux AMH | 412 | 179              | 325              | 504              | 162              | 53               | 16 | 34                   | 50                   | 16                   |                      |                      |

## Trophées
- Coupe Stanley : 1969